# Mysidia lucifera
Mysidia lucifera är en insektsart som beskrevs av Broomfield 1985. Mysidia lucifera ingår i släktet Mysidia och familjen Derbidae. Inga underarter finns listade i Catalogue of Life.